# Миронов Борис Олегович
Борис Миронов (рос. Борис Миронов, нар. 21 березня 1972, Москва) — колишній радянський та російський хокеїст, що грав на позиції захисника. Грав за збірну команду Росії.
Молодший брат Дмитра Миронова.
Провів понад 700 матчів у Національній хокейній лізі. 

## Ігрова кар'єра
Хокейну кар'єру розпочав на батьківщині 1988 року виступами за команду ЦСКА (Москва).
1992 року був обраний на драфті НХЛ під 27-м загальним номером командою «Вінніпег Джетс». 
Протягом професійної клубної ігрової кар'єри, що тривала 23 років, захищав кольори команд ЦСКА (Москва), «Вінніпег Джетс», «Едмонтон Ойлерс», «Чикаго Блекгокс», «Нью-Йорк Рейнджерс» та «Витязь».
Загалом провів 741 матч у НХЛ, включаючи 25 ігор плей-оф Кубка Стенлі.
Був гравцем молодіжної збірної СРСР, у складі якої брав участь у 13 іграх. Виступав за дорослу збірну Росії, провів 20 ігор в її складі.
Після завершення кар'єри гравця тренує молодіжну команду Молодіжної хокейної ліги «Червона армія».

## Нагороди та досягнення
- Володар Кубка європейських чемпіонів у складі ЦСКА — 1989, 1990.
- Володар Кубка Шпенглера в складі ЦСКА — 1991.

## Статистика

### Клубні виступи
| Сезон        | Клуб                 | Ліга         | Регулярний сезон | Регулярний сезон | Регулярний сезон | Регулярний сезон | Регулярний сезон | Плей-оф | Плей-оф | Плей-оф | Плей-оф | Плей-оф |
| Сезон        | Клуб                 | Ліга         | І                | Г                | П                | О                | ШХ               | І       | Г       | П       | О       | ШХ      |
| ------------ | -------------------- | ------------ | ---------------- | ---------------- | ---------------- | ---------------- | ---------------- | ------- | ------- | ------- | ------- | ------- |
| 1988–89      | ЦСКА (Москва)        | СРСР         | 1                | 0                | 0                | 0                | 0                | —       | —       | —       | —       | —       |
| 1989–90      | ЦСКА (Москва)        | СРСР         | 7                | 0                | 0                | 0                | 0                | —       | —       | —       | —       | —       |
| 1990–91      | ЦСКА (Москва)        | СРСР         | 36               | 1                | 5                | 6                | 16               | —       | —       | —       | —       | —       |
| 1991–92      | ЦСКА (Москва)        | СНД          | 28               | 2                | 1                | 3                | 18               | 8       | 0       | 0       | 0       | 4       |
| 1992–93      | ЦСКА (Москва)        | МХЛ          | 19               | 0                | 5                | 5                | 20               | —       | —       | —       | —       | —       |
| 1993–94      | «Вінніпег Джетс»     | НХЛ          | 65               | 7                | 22               | 29               | 96               | —       | —       | —       | —       | —       |
| 1993–94      | «Едмонтон Ойлерс»    | НХЛ          | 14               | 0                | 2                | 2                | 14               | —       | —       | —       | —       | —       |
| 1994–95      | «Едмонтон Ойлерс»    | НХЛ          | 29               | 1                | 7                | 8                | 40               | —       | —       | —       | —       | —       |
| 1994–95      | «Кейп-Бретон Ойлерс» | АХЛ          | 4                | 2                | 5                | 7                | 23               | —       | —       | —       | —       | —       |
| 1995–96      | «Едмонтон Ойлерс»    | НХЛ          | 78               | 8                | 24               | 32               | 101              | —       | —       | —       | —       | —       |
| 1996–97      | «Едмонтон Ойлерс»    | НХЛ          | 55               | 6                | 26               | 32               | 85               | 12      | 2       | 8       | 10      | 16      |
| 1997–98      | «Едмонтон Ойлерс»    | НХЛ          | 81               | 16               | 30               | 46               | 100              | 12      | 3       | 3       | 6       | 27      |
| 1998–99      | «Едмонтон Ойлерс»    | НХЛ          | 63               | 11               | 29               | 40               | 104              | —       | —       | —       | —       | —       |
| 1998–99      | «Чикаго Блекгокс»    | НХЛ          | 12               | 0                | 9                | 9                | 27               | —       | —       | —       | —       | —       |
| 1999–00      | «Чикаго Блекгокс»    | НХЛ          | 58               | 9                | 28               | 37               | 72               | —       | —       | —       | —       | —       |
| 2000–01      | «Чикаго Блекгокс»    | НХЛ          | 66               | 5                | 17               | 22               | 42               | —       | —       | —       | —       | —       |
| 2001–02      | «Чикаго Блекгокс»    | НХЛ          | 64               | 4                | 14               | 18               | 68               | 1       | 0       | 0       | 0       | 2       |
| 2002–03      | «Чикаго Блекгокс»    | НХЛ          | 20               | 3                | 1                | 4                | 22               | —       | —       | —       | —       | —       |
| 2002–03      | «Нью-Йорк Рейнджерс» | НХЛ          | 36               | 3                | 9                | 12               | 34               | —       | —       | —       | —       | —       |
| 2003–04      | «Нью-Йорк Рейнджерс» | НХЛ          | 75               | 3                | 13               | 16               | 86               | —       | —       | —       | —       | —       |
| 2006–07      | «Витязь»             | Росія        | 46               | 4                | 8                | 12               | 147              | 2       | 0       | 0       | 0       | 6       |
| 2008–09      | ХК «Подольськ»       | Рос-2        | 41               | 9                | 24               | 33               | 54               | —       | —       | —       | —       | —       |
| 2009–10      | «Крила Рад» (Москва) | Рос-2        |                  |                  |                  |                  |                  |         |         |         |         |         |
| Усього в НХЛ | Усього в НХЛ         | Усього в НХЛ | 716              | 76               | 231              | 307              | 891              | 25      | 5       | 11      | 16      | 45      |

### Збірна
| Рік                | Команда            | Турнір             | Місце              |    | І | Г | П | О  | ШХ |
| ------------------ | ------------------ | ------------------ | ------------------ | -- | - | - | - | -- | -- |
| 1991               | СРСР               | МЧС                | 2                  | 6  | 0 | 3 | 3 | 0  |    |
| 1992               | СНД                | МЧС                | 1                  | 7  | 2 | 2 | 4 | 29 |    |
| Молодіжна збірна   | Молодіжна збірна   | Молодіжна збірна   | Молодіжна збірна   | 13 | 2 | 5 | 7 | 8  |    |
| 1996               | Росія              | ЧС                 | 4-е                | 8  | 1 | 4 | 5 | 12 |    |
| 1998               | Росія              | ОІ                 | 2                  | 6  | 0 | 2 | 2 | 2  |    |
| 2002               | Росія              | ОІ                 | 3                  | 6  | 1 | 0 | 1 | 2  |    |
| Національна збірна | Національна збірна | Національна збірна | Національна збірна | 20 | 2 | 6 | 8 | 16 |    |